# 小林浩輔
小林 浩輔（こばやし こうすけ）は、日本のアニメ演出家・監督。株式会社スタジオフラッド代表取締役。

## 主な参加作品

### テレビアニメ
2002年
- 天地無用! GXP（制作進行）
- 遊☆戯☆王デュエルモンスターズ（制作進行）
- PIANO（制作進行）

2003年
- 妄想科学シリーズ ワンダバスタイル（演出助手）
- おもいっきり科学アドベンチャー そーなんだ!（演出）
- 円盤皇女ワるきゅーレ 十二月の夜想曲（演出）
- 名探偵コナン（制作進行）

2004年
- BURN-UP SCRAMBLE（演出助手）
- ロックマンエグゼStream（制作進行）

2005年
- エレメンタルジェレイド（制作進行）
- SHUFFLE!（制作進行）
- エンジェル・ハート（演出）

2006年
- Fate/stay night（演出）
- 学園ヘヴン BOY'S LOVE HYPER!（演出）

2007年
- 京四郎と永遠の空（演出）
- 桃華月憚（絵コンテ・演出）
- 地球へ…（演出）
- しおんの王（演出）
- AYAKASHI（絵コンテ・演出）

2008年
- みなみけ～おかわり～（演出）
- 破天荒遊戯（絵コンテ・演出）
- あまつき（絵コンテ・演出）
- ヤッターマン（演出）
- 隠の王（演出）
- あかね色に染まる坂（演出）
- 純情ロマンチカ2（演出・原画）
- とある魔術の禁書目録（演出）

2009年
- みなみけ おかえり（演出）
- WHITE ALBUM（演出）
- ハヤテのごとく!!（演出）
- 07-GHOST（絵コンテ・演出）
- うみねこのなく頃に（絵コンテ・演出）
- アスラクライン2（演出）

2010年
- れでぃ×ばと!（演出）
- 一騎当千 XTREME XECUTOR（演出）
- ジュエルペット てぃんくる☆（演出）
- GIANT KILLING（演出）
- さらい屋 五葉（演出）
- えむえむっ!（演出）
- とある魔術の禁書目録II（演出）

2011年
- ドラゴンクライシス!（演出）
- SKET DANCE（演出）
- プリティーリズム・オーロラドリーム（演出）
- R-15（演出）
- 君と僕。（演出）
- 未来日記（演出）

2012年
- To LOVEる -とらぶる- ダークネス（演出）
- ハイスクールD×D（演出）
- プリティーリズム・ディアマイフューチャー（演出）
- 黒魔女さんが通る!!（演出）

2013年
- うたの☆プリンスさまっ♪ マジLOVE2000%（演出）
- プリティーリズム・レインボーライブ（副監督・演出）
- アウトブレイク・カンパニー（演出）

2014年
- バディ・コンプレックス（演出）
- プリティーリズム・オールスターセレクション（演出）
- 六畳間の侵略者!?（演出）
- プリパラ（演出）

2017年
- アイドルタイムプリパラ（チーフディレクター・絵コンテ・演出）

2018年
- ダメプリ ANIME CARAVAN（演出）
- ありすorありす（監督・絵コンテ・演出）
- 百錬の覇王と聖約の戦乙女（監督・絵コンテ・演出・OPED絵コンテ・OP演出）

2019年
- KING OF PRISM -Shiny Seven Stars-（絵コンテ・演出）
- わしも WASIMO（絵コンテ・演出）
- キラッとプリ☆チャン（絵コンテ・演出）

2021年
- Fairy蘭丸〜あなたの心お助けします〜（シリーズディレクター・演出）
- ワッチャプリマジ!（監督・絵コンテ・演出）

2022年
- 4人はそれぞれウソをつく（演出）

2024年
- 精霊幻想記2（演出）

### 劇場アニメ
- 魔法少女リリカルなのは The MOVIE 1st（2010年、演出）

### OVA
- 名探偵コナン 女子高生探偵 鈴木園子の事件簿（2008年、演出）
- みなみけ べつばら（2009年、絵コンテ・演出）